# ルーメン
ルーメン（英語: lumen、記号: lm）は、光束の単位である。国際単位系 (SI)の単位の一つである。

## 定義
SIにおいて1ルーメンは、「全ての方向に対して1カンデラの光度を持つ標準の点光源が1ステラジアンの立体角内に放出する光束」と定義される。
lumenはラテン語で「昼光」を意味する語である。人名に由来する名称ではないので、単位記号は全て小文字である。ルーメンという単位は1925年に作られたが、当時の定義は古い光度の単位である燭に基づくものであった。1946年、国際度量衡委員会 (CIPM)は新しい光度の単位・カンデラ（当時の名称はブージ・ヌーベル（新燭））の導入を決議し、ルーメンもカンデラによる定義に改められた。当初は古い定義によるルーメンとの区別のために「新ルーメン (new lumen)」と呼ばれていた。

## ANSIによる計測方法
プロジェクタの光源の発する光束の計測方法がANSIによって定められている。投影面を縦3×横3の9分割にし、それぞれの面の平均照度（単位 ルクス (lx)）を計測する。それに投影面の面積（単位 平方メートル (m2)）をかけて光束を求める。lx = lm/m2 であるので、ルクスに平方メートルを掛けるとルーメンになる。この計測方法で求められた光束のルーメン値を特にANSIルーメンと称する。

## 符号位置
| 記号 | Unicode | JIS X 0213 | 文字参照          | 名称     |
| ---- | ------- | ---------- | ----------------- | -------- |
| ㏐   | U+33D0  | -          | &#x33D0; &#13264; | ルーメン |

Unicodeには、ルーメンを表す上記の文字が収録されている。これはCJK互換用文字であり、既存の文字コードに対する後方互換性のために収録されているものであるので、使用は推奨されない。
| 測光量         | SI単位                                 | SI単位 | 備考                         |
| 測光量         | 名称                                   | 記号   | 備考                         |
| -------------- | -------------------------------------- | ------ | ---------------------------- |
| 光度エネルギー | ルーメン秒                             | lm⋅s   | 放射量における放射エネルギー |
| 光束           | ルーメン（またはカンデラステラジアン） | lm     | 放射量における放射束         |
| 光度           | カンデラ                               | cd     | 放射量における放射強度       |
| 輝度           | カンデラ毎平方メートル                 | cd/m2  | 放射量における放射輝度       |
| 照度           | ルクス（またはルーメン毎平方メートル） | lx     | 放射量における放射照度       |
| 光束発散度     | ルクス（またはルーメン毎平方メートル） | lx     | 放射量における放射発散度     |
| 視感効果度     | ルーメン毎ワット                       | lm/W   |                              |
| 発光効率       | ルーメン毎ワット                       | lm/W   | ランプ効率とも呼ぶ           |